# Lacistematàcies
Lacistemataceae és una família de plantes amb flors que conté 2 gèneres, Lacistema Sw. (11 espècies) i Lozania Mutis ex Caldas (5 espècies).

## Monografies
Actual: www.lacistemataceae.org
Prèvia: Sleumer H O (1980) Flora Neotropica: Monograph Number 22 Flacourtiaceae, The New York Botanical Garden, New York: 182-206

## Morfologia típica
Arbrets perennifolis i arbusts, de fins a 20 m d'alt;

Fruit: de color vermell marronós ;

Llavors: 1-3, de color blanc.

## Distribució
Antilles i des de mèxic a través de Mesoamèrica i Amèrica del Sud, excloent Xile i l'Argentina de clima temperat

## Hàbitat
Montà, boscos secs i humits; boscos de terra baixa.